# Elektrownia Jądrowa „Warta”
Elektrownia Jądrowa „Warta” (EJW) – elektrownia jądrowa planowana w latach 1987–1989 w Klempiczu (obecnie województwo wielkopolskie), jako drugi tego typu obiekt w Polsce (po Elektrowni Jądrowej Żarnowiec). Docelowo miała być wyposażona w cztery reaktory typu WWER-1000/320 o łącznej mocy ok. 4000 MW, każdy o mocy 1000 MWe (brutto). Załoga stała elektrowni miała liczyć 1000 osób. Obszar zabudowań pod elektrownię miał wynosić 60 ha.
Na skutek protestów społecznych rząd Mieczysława Rakowskiego podjął 22 kwietnia 1989 decyzję o rezygnacji z budowy. Grunty rolne przekazano gminie Lubasz, zaś las – miejscowemu leśnictwu. W zabudowaniach, które wzniesiono przed zaniechaniem budowy elektrowni, t.j. w tzw. „szatniowcu” od 1999 roku znajduje się hurtownia farmaceutyczna. Budowy zaniechano na mocy uchwały Rządu PRL z dnia 22 kwietnia 1989 roku.  
Według planów pierwszy blok miałby zostać uruchomiony w 1994 roku, ostatni w 2000 roku. 